# 光笹竹
光笹竹（学名：Sasa subglabra）为禾本科赤竹属下的一个种。

## 扩展阅读
- 維基物種上的相關：光笹竹